# Chiesa di San Rocco (Martinengo)
La chiesa di San Rocco è un edificio di culto di Martinengo, in provincia e diocesi di Bergamo. Fa parte del vicariato di Ghisalba-Romano ed è sussidiaria della chiesa parrocchiale di Sant'Agata.

## Storia
La relazione della visita pastorale del vescovo Vittore Soranzo del 1555 cita per la prima volta il piccolo oratorio. Ne ordinò invece la demolizione l'arcivescovo di Milano san Carlo Borromeo durante la sua visita pastorale diocesana del 1575, perché si trovava in grave stato di abbandono. La cittadinanza, che aveva una grande devozione per il santo taumaturgo e protettore dalle epidemie, non obbedì ma ne prese cura con lavori di restauro e di mantenimento.
Nella prima metà del Novecento gli affreschi interni furono oggetto d'importante restauro. 

Durante la registrazione del film L'albero degli zoccoli di Ermanno Olmi, vi furono girate alcune scene.

## Descrizione

### Esterno
L'edificio è di piccole dimensioni e ha il fronte principale a capanna intonacato che terminante con il tetto ligneo aggettante, atto a riparare sia la facciata che i fedeli, e delimitata da due lesene in muratura. La parte centrale ospita l'ingresso principale con il portale in pietra serena affiancato da una finestra per lato con il contorno sempre in pietra serena atte a illuminare l'aula e protette da inferriate. Conclude la facciata un affresco raffigurante il santo titolare con il bastone e un agnello ai suoi piedi, posto sempre nella sezione centrale. La facciata si completa con due panche in pietra serena poste laterali all'ingresso principale.

### Interno
L'interno si presenta a navata unica e a pianta rettangolare con soffitto a travetti a vista. Due finestre sono poste in prossimità del presbiterio rialzato da due gradini in pietra. L'abside conserva affreschi raffiguranti i santi Sebastiano, Rocco patroni dalla malattie infettive, a fianco della Pietà, con la Vergine che regge il Figlio morto, e laterali santa Agata titolare della parrocchia e san Michele Arcangelo.
La presenza di un affresco raffigurante i santi protettori dalla peste, indica che il territorio è stato colpito da questa grave epidemia nel corso della sua storia.